# Dearborn (Missouri)
Pour les articles homonymes, voir Dearborn.
Dearborn est une ville des comtés de Buchanan et  Platte, dans le Missouri, aux États-Unis,. Située entre les deux comtés, elle est incorporée en 1882.

## Histoire
La ville est baptisée en référence à Henry Dearborn, vétéran des guerres d'indépendance et de 1812 puis secrétaire à la Guerre des États-Unis.

## Démographie
Lors du recensement de 2010, la ville comptait une population de 496 habitants. Elle est estimée, en 2016, à 508 habitants.

## Source de la traduction
- (en) Cet article est partiellement ou en totalité issu de l’article de Wikipédia en anglais intitulé « Dearborn, Missouri » (voir la liste des auteurs).